# 에드워드 로와사

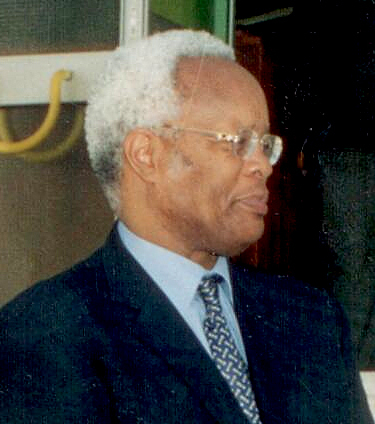

에드워드 로와사(Edward Lowassa, 1953년 8월 26일~2024년 2월 10일)는 탄자니아의 정치인이다. 자카야 키크웨테 정부 하에서 탄자니아의 총리를 지냈다. 2005년 12월 30일에 총리직을 맡아 당시 내각 내의 부패에 관한 의회 위원회 보고서가 나온 뒤 2008년 2월 7일에 총리직을 사임했다.
다르에스살람 대학교에서 연극학 학사와 영국, 바스 대학교에서 개발학 석사 학위를 받았다.